# Xenocyprididae
Die Xenocyprididae sind eine Familie ostasiatischer Fische aus der Ordnung der Karpfenartigen (Cypriniformes). Drei Arten der Xenocyprididae, der Graskarpfen, der Marmorkarpfen und der Silberkarpfen kommen inzwischen auch in Europa und Nordamerika vor, wurden aber vom Menschen ausgesetzt.

## Merkmale
Die meisten Xenocyprididae sind kleine bis mittelgroße Fische, einige können jedoch sehr groß werden, wie der bis zu zwei Meter lange räuberisch lebende Elopichthys bambusa, sowie der Schwarze Amur (Mylopharyngodon piceus), der ein Gewicht von über 70 kg erreichen kann. Die nahe Verwandtschaft aller Gattungen und Arten der Oxygastrinae und ihre Verschiedenheit zu den Bärblingen gründet sich auf molekularbiologische Untersuchungen und wird bisher nicht durch morphologische Merkmale gestützt.

## Lebensweise
Die Arten der Xenocyprididae leben in kleinen bis mittelgroßen Flüssen, meist nah der Wasseroberfläche und ernähren sich vor allem von wirbellosen Tieren. Insgesamt zeigt die Unterfamilie jedoch ein weites Feld von Anpassungen an das zur Verfügung stehende Nahrungsspektrum und darauf bezogene Spezialisierungen. So sind Chanodichthys erythropterus, Elopichthys bambusa und Macrochirichthys macrochirus fischfressende Raubfische, der Marmorkarpfen (Hypophthalmichthys nobilis) ernährt sich von Zooplankton, während der Silberkarpfen (Hypophthalmichthys molitrix) Phytoplankton bevorzugt und der Graskarpfen (Ctenopharyngodon idella) sich von größeren Wasserpflanzen ernährt. Der Schwarze Amur ernährt sich vor allem von Weichtieren.

## Systematik
Die Xenocyprididae wurden 1868 durch den deutschen Zoologen Albert Günther als Unterfamilie der Karpfenfische (Cyprinidae) eingeführt. Sie waren lange Zeit relativ artenarm mit nur wenig mehr als zehn Arten in fünf Gattungen (Distoechodon, Hypophthalmichthys, Plagiognathops, Pseudobrama u. Xenocypris). In verschiedenen phylogenetischen Untersuchungen wurde aber festgestellt, dass einige Bärblingsgattungen mit den Bärblingen i. e. S. (Danioninae) nur entfernt verwandt sind und diese, meist als „Ex-Danioninae“ zusammengefassten Gattungen, zusammen mit den Cultrinae, Hypophthalmichthyinae, Opsariichthyinae, Squaliobarbinae und Xenocypridinae eine monophyletische Klade ostasiatischer Karpfenfische bilden. Für diese Gruppe schlugen einige Ichthyologen den Namen Oxygastrinae vor, andere benutzen den Namen Opsariichthyinae.
Der Schweizer Ichthyologe Maurice Kottelat und Richard van der Laan und Kollegen bemerkten jedoch, dass Hypophthalmichthyinae Günther (1868) und Xenocypridinae Günther (1868) die ältesten für das Taxon zur Verfügung stehenden Namen sind und Vorrang vor den Namen Opsariichthyinae und Oxygastrinae haben müssen. Der Name Xenocypridinae hat sich inzwischen weitgehend durchgesetzt. In die Unterfamilie werden über 40 Gattungen mit etwa 150 Arten gestellt, die früher zu den Bärblingen gezählt wurden oder den Unterfamilien Cultrinae, Hypophthalmichthyinae, Opsariichthyinae, Squaliobarbinae zugerechnet wurden. Auch die ostasiatischen Mitglieder der ehemaligen Unterfamilie Alburninae (jetzt Leuciscinae) werden in die Xenocypridinae gestellt. Wie viele andere Unterfamilien der Karpfenfische werden die Xenocypridinae immer öfter als eigenständige Familie angesehen (Xenocyprididae).

## Gattungen und Arten
- Gattung Anabarilius
  - Anabarilius alburnops (Regan, 1914)
  - Anabarilius andersoni (Regan, 1904)
  - Anabarilius brevianalis Zhou & Cui, 1992
  - Anabarilius duoyiheensis Li, Mao & Lu, 2002
  - Anabarilius goldenlineus Li & Chen, 1995
  - Anabarilius grahami (Regan, 1908)
  - Anabarilius liui (Chang, 1944)
  - Anabarilius longicaudatus Chen, 1986
  - Anabarilius macrolepis Yih & Wu, 1964
  - Anabarilius maculatus Chen & Chu, 1980
  - Anabarilius paucirastellus Yue & He, 1988
  - Anabarilius polylepis (Regan, 1904)
  - Anabarilius qiluensis Chen & Chu, 1980
  - Anabarilius qionghaiensis Chen, 1986
  - Anabarilius songmingensis Chen & Chu, 1980
  - Anabarilius transmontanus (Nichols, 1925)
  - Anabarilius xundianensis He, 1984
  - Anabarilius yangzonensis Chen & Chu, 1980
- Gattung Ancherythroculter Yih & Wu, 1964
  - Ancherythroculter daovantieni (Bănărescu, 1967)
  - Ancherythroculter kurematsui (Kimura, 1934)
  - Ancherythroculter nigrocauda  Yih & Wu, 1964
  - Ancherythroculter wangi (Tchang, 1932)
- Gattung Aphyocypris Günther, 1868
  - Aphyocypris amnis Liao, Kullander & Lin, 2011
  - Aphyocypris arcus (Lin, 1931)
  - Aphyocypris chinensis Günther, 1868
  - Aphyocypris dorsohorizontalis (Nguyen & Doan, 1969)
  - Aphyocypris kikuchii (Ōshima, 1919)
  - Aphyocypris kyphus (Mai, 1978)
  - Aphyocypris lini (Weitzman & Chan, 1966)
  - Aphyocypris moltrechti (Regan, 1908)
  - Aphyocypris normalis (Nichols & Pope, 1927)
- Gattung Candidia Jordan & Richardson, 1909
  - Candidia barbata (Regan, 1908)
  - Candidia pingtungensis Chen, Wu & Hsu, 2008
- Gattung Chanodichthys Bleeker, 1860Chanodichthys erythropterus

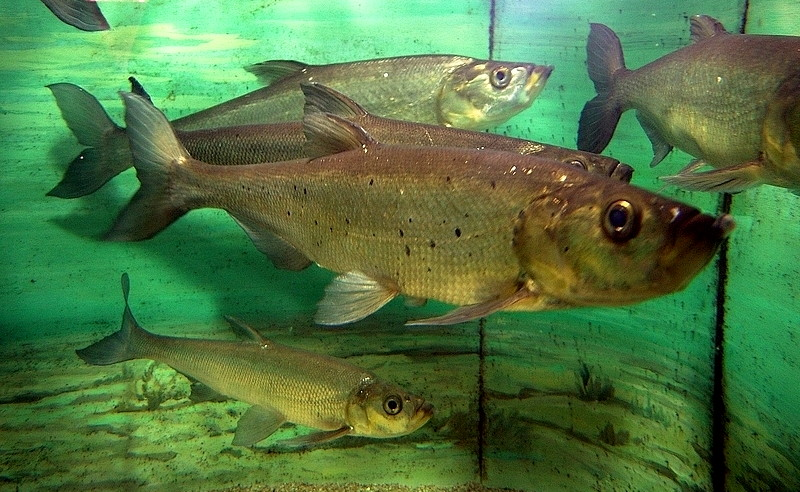
Chanodichthys erythropterus

  - Chanodichthys abramoides (Dybowski, 1872)
  - Chanodichthys dabryi (Bleeker, 1871)
  - Chanodichthys erythropterus (Basilewsky, 1855)
  - Chanodichthys mongolicus (Basilewsky, 1855)
  - Chanodichthys oxycephalus (Bleeker, 1871)

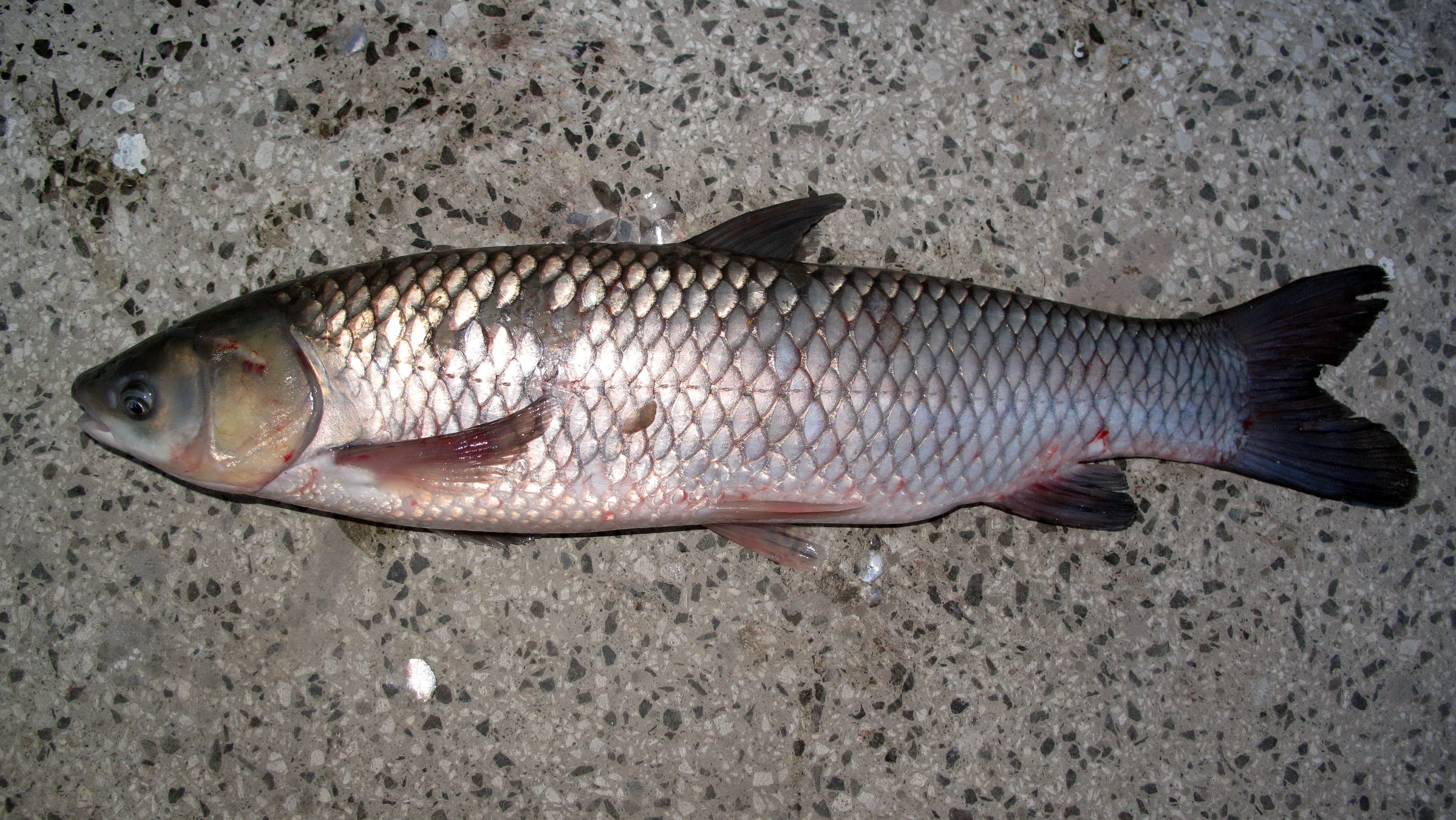
Graskarpfen (Ctenopharyngodon idella)

- Gattung Ctenopharyngodon Steindachner, 1866Graskarpfen (Ctenopharyngodon idella)
  - Graskarpfen (Ctenopharyngodon idella (Valenciennes, 1844))
- Gattung Culter Basilewsky 1855
  - Culter alburnus Basilewsky, 1855
  - Culter flavipinnis Tirant, 1883
  - Culter oxycephaloides Kreyenberg & Pappenheim, 1908
  - Culter recurviceps (Richardson, 1846)
- Gattung Distoechodon Peters, 1881
  - Distoechodon macrophthalmus Zhao, F. F. Kullander, S. O. Kullander & Zhang, 2009
  - Distoechodon tumirostris Peters, 1881
- Gattung Elopichthys Bleeker, 1860Elopichthys bambusa

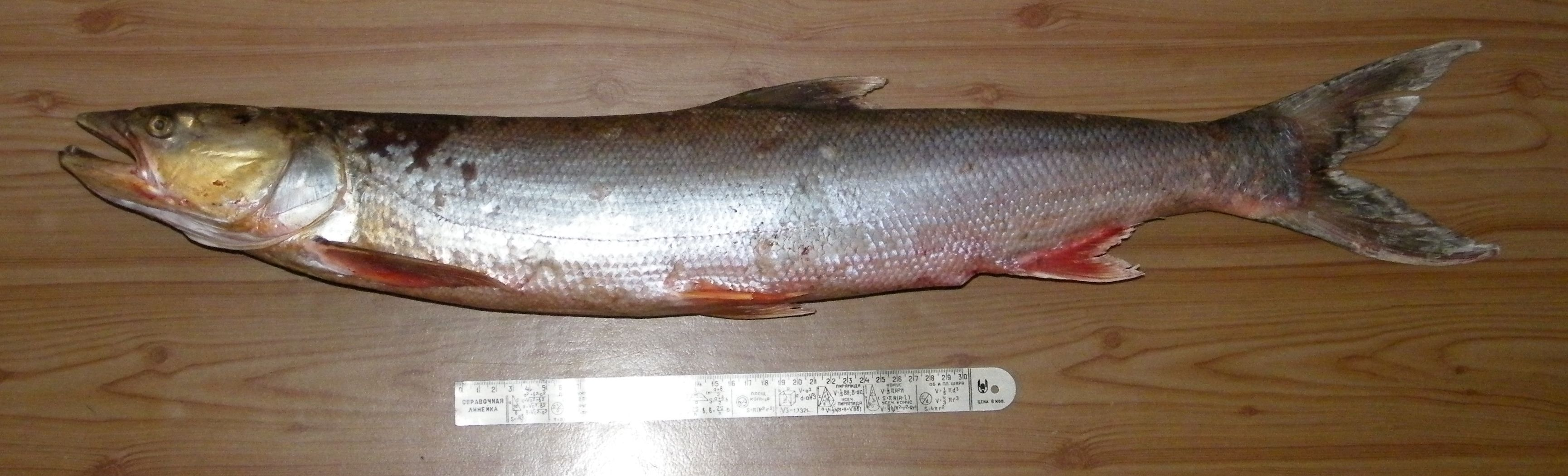
Elopichthys bambusa

  - Elopichthys bambusa Richardson, 1845
- Gattung Hainania Koller, 1927
  - Hainania serrata Koller, 1927
- Gattung Hemiculter Bleeker, 1860
  - Hemiculter bleekeri Warpachowski, 1887
  - Hemiculter elongatus Nguyễn & Ngô, 2001
  - Hemiculter krempfi Pellegrin & Chevey, 1938
  - Hemiculter leucisculus (Basilewsky, 1855)
  - Hemiculter lucidus (Dybowski, 1872)
  - Hemiculter songhongensis Nguyễn & Nguyen, 2001
  - Hemiculter tchangi Fang, 1942
  - Hemiculter varpachovskii Nikolskii, 1903
- Gattung Hemiculterella Warpachowski, 1887
  - Hemiculterella macrolepis Chen, 1989
  - Hemiculterella sauvagei Warpachowski, 1887
  - Hemiculterella wui (Wang, 1935)

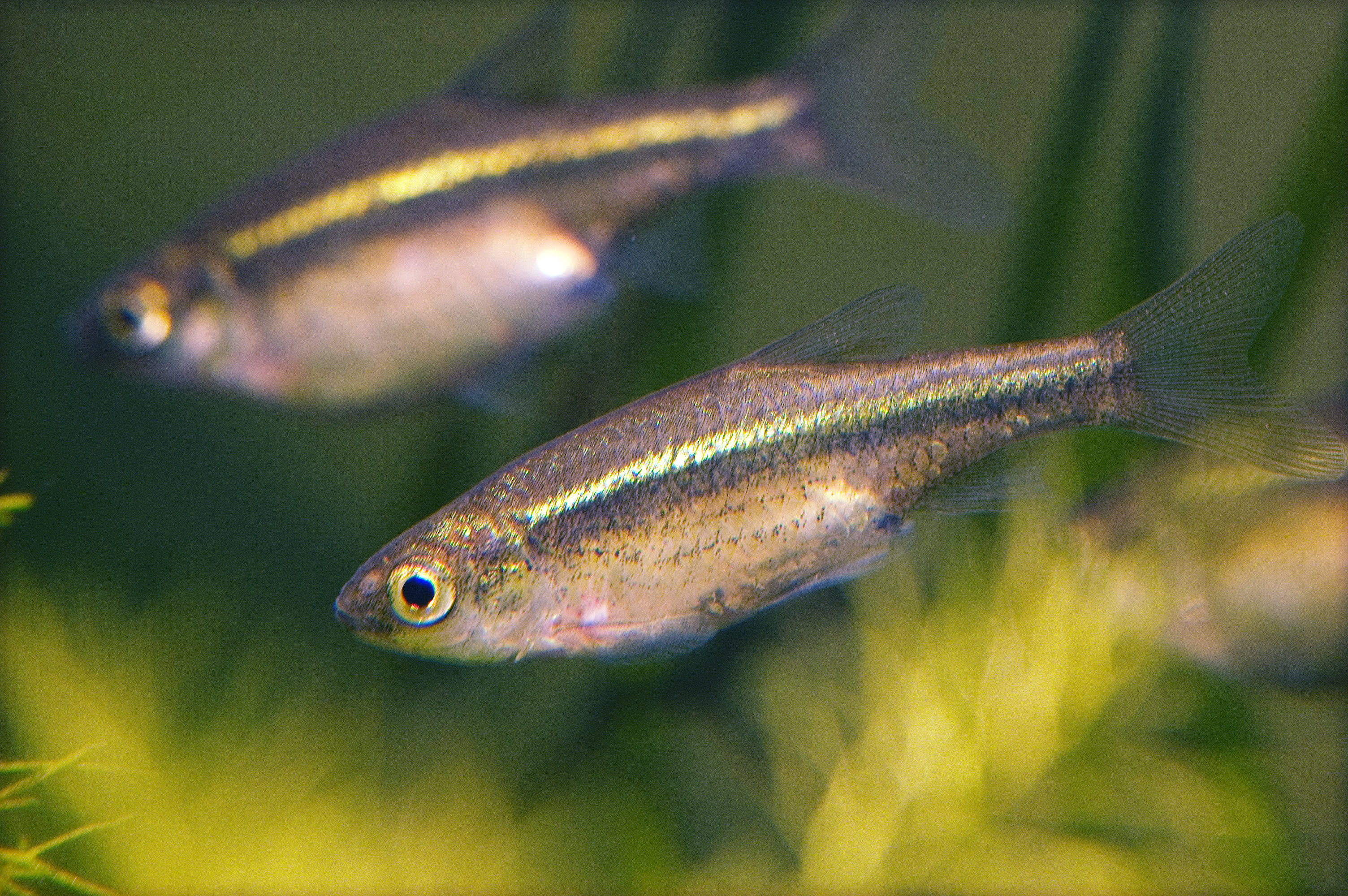
Hemigrammocypris rasborella

- Gattung Hemigrammocypris Fowler, 1910Hemigrammocypris rasborella
  - Hemigrammocypris rasborella Fowler, 1910
- Gattung Hypophthalmichthys Bleeker, 1860Marmorkarpfen (Hypophthalmichthys nobilis)

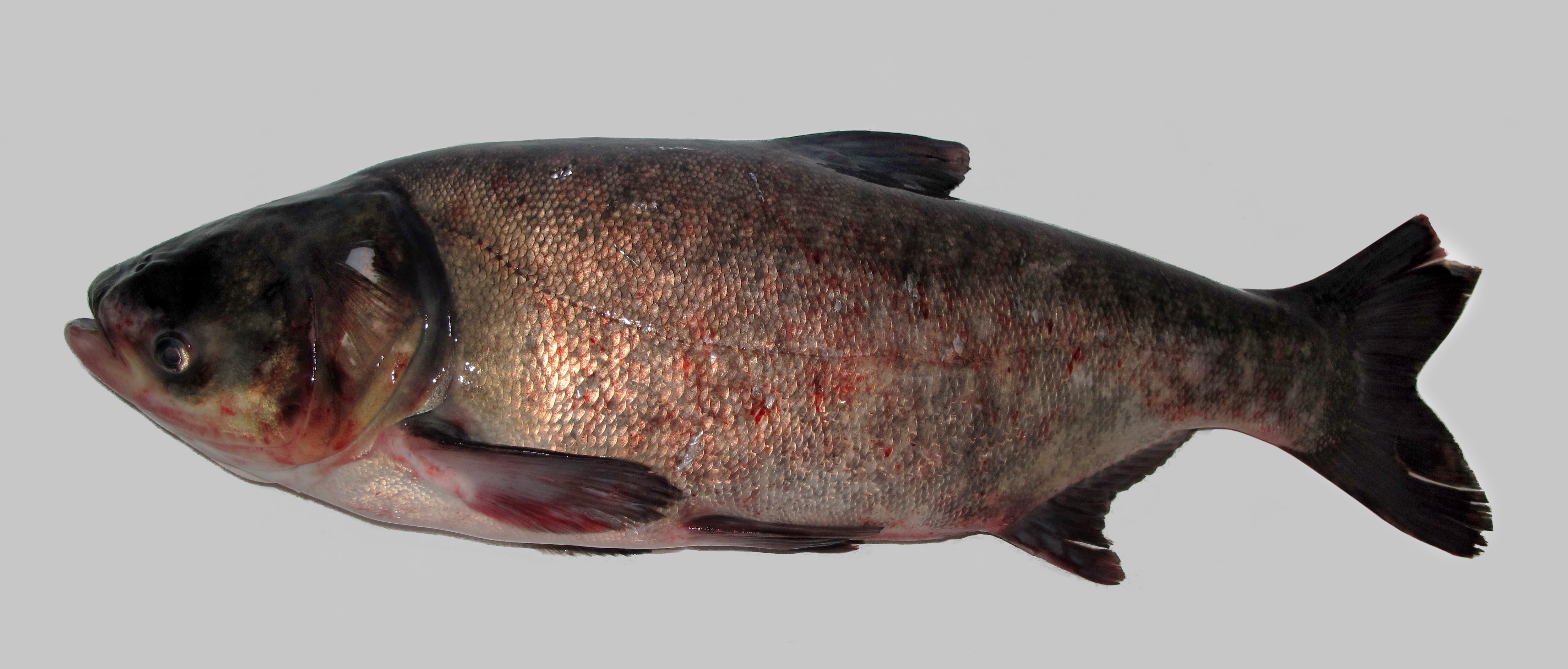
Marmorkarpfen (Hypophthalmichthys nobilis)

  - Hypophthalmichthys harmandi Sauvage, 1884
  - Silberkarpfen (Hypophthalmichthys molitrix (Valenciennes, 1844))
  - Marmorkarpfen (Hypophthalmichthys nobilis (Richardson, 1845))
- Gattung Ischikauia Jordan & Snyder, 1900
  - Ischikauia steenackeri (Sauvage, 1883)
- Gattung Longiculter
  - Longiculter siahi Fowler, 1937

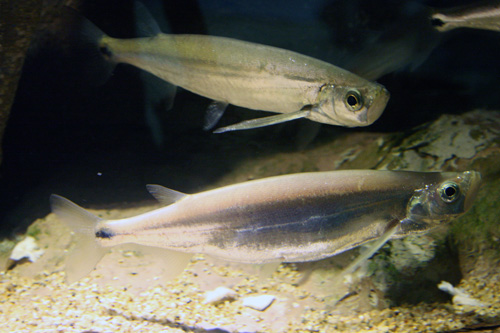
Macrochirichthys macrochirus

- Gattung Macrochirichthys Bleeker, 1860Macrochirichthys macrochirus
  - Macrochirichthys macrochirus (Valenciennes, 1844)
- Gattung Megalobrama Dybowski 1872
  - Riesenscheibenbrassen (Megalobrama amblycephala Yih, 1955)
  - Megalobrama elongata Huang & Zhang, 1986
  - Megalobrama mantschuricus (Basilewsky, 1855)
  - Megalobrama pellegrini (Tchang, 1930)
  - Megalobrama skolkovii Dybowski, 1872
  - Megalobrama terminalis (Richardson, 1846)
- Gattung Metzia Jordan & Thompson, 1914
  - Metzia alba (Nguyen, 1991)
  - Metzia bounthobi Shibukawa, Phousavanh, Phongsa & Iwata, 2012
  - Metzia formosae (Ōshima, 1920)
  - Metzia hautus (Nguyen, 1991)
  - Metzia lineata (Pellegrin, 1907)
  - Metzia longinasus Gan, Lan & Zhang, 2009
  - Metzia mesembrinum (Jordan & Evermann, 1902)
  - Metzia parva Luo et al., 2015

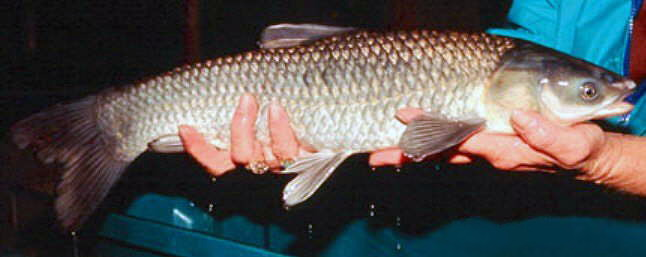
Schwarzer Amur (Mylopharyngodon piceus)

- Gattung Mylopharyngodon Peters, 1881Schwarzer Amur (Mylopharyngodon piceus)
  - Schwarzer Amur (Mylopharyngodon piceus) Richardson, 1846
- Gattung Nipponocypris Chen, Wu & Hsu, 2008Nipponocypris sieboldii

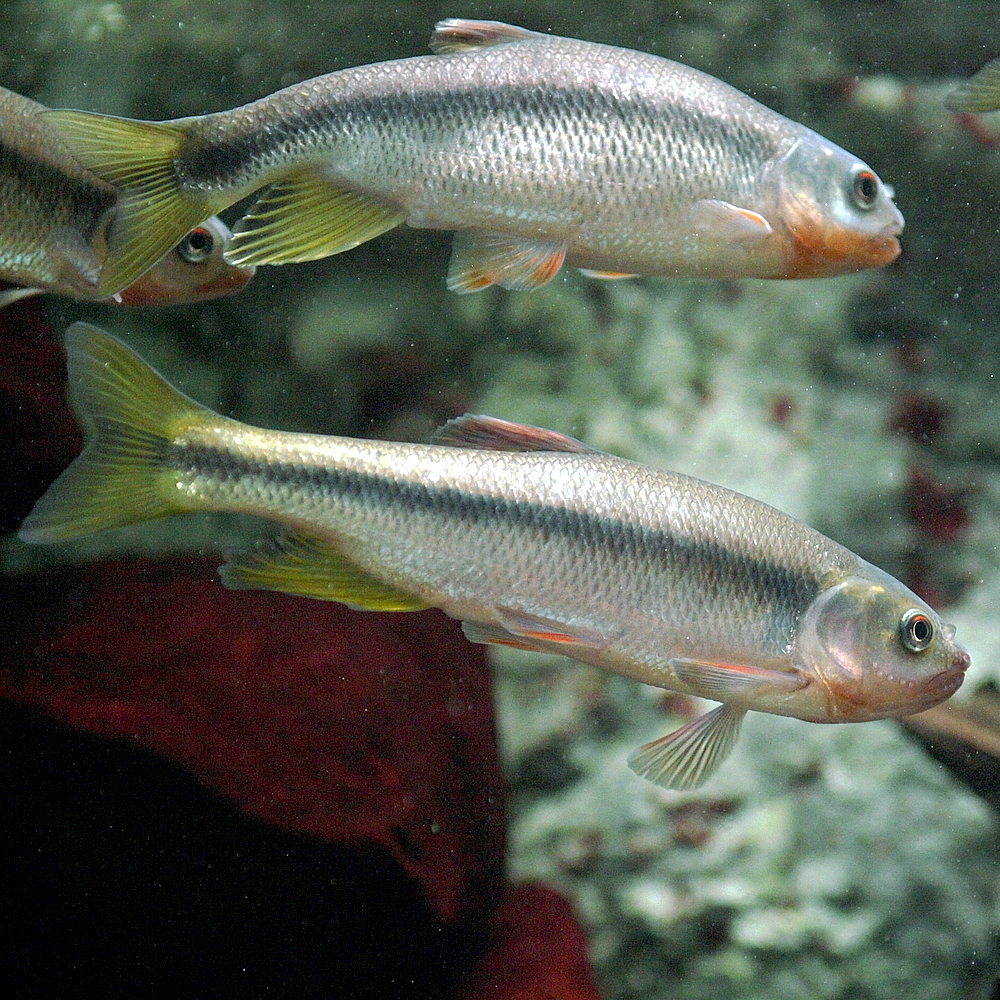
Nipponocypris sieboldii

  - Nipponocypris koreanus (Kim, Oh & Hosoya, 2005)
  - Nipponocypris sieboldii (Temminck & Schlegel, 1846)
- Gattung Ochetobius Günther, 1868
  - Ochetobius elongatus (Kner, 1867)
- Gattung Opsariichthys Bleeker, 1863Opsariichthys uncirostris
  - Opsariichthys bea Nguyen, 1987

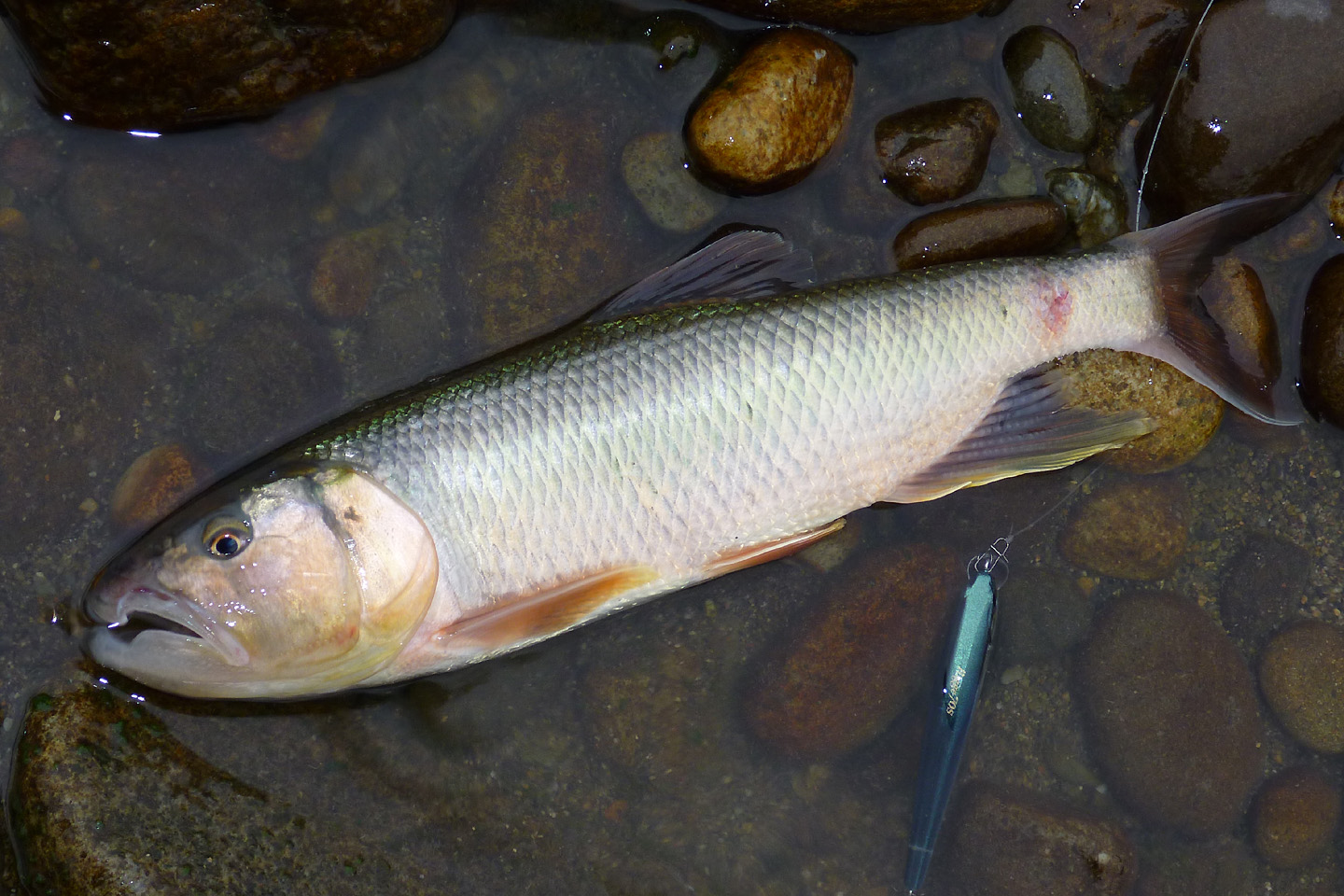
Opsariichthys uncirostris

  - Opsariichthys bidens Günther, 1873
  - Opsariichthys dienbienensis Nguyen & Nguyễn, 2000
  - Opsariichthys duchuunguyeni Huynh & Chen, 2014
  - Opsariichthys evolans (Jordan & Evermann, 1902)
  - Opsariichthys hainanensis Nichols & Pope, 1927
  - Opsariichthys hieni Nguyen, 1987
  - Opsariichthys kaopingensis Chen & Wu, 2009
  - Opsariichthys pachycephalus Günther, 1868
  - Opsariichthys songmaensis Nguyen & Nguyễn, 2000
  - Opsariichthys uncirostris (Temminck & Schlegel, 1846)
- Gattung Oxygaster van Hasselt, 1823
  - Oxygaster anomalura van Hasselt, 1823
  - Oxygaster pointoni (Fowler, 1934)
- Gattung Parabramis Bleeker, 1865
  - Parabramis pekinensis (Basilewsky, 1855)
- Gattung Parachela Steindachner, 1881
  - Parachela cyanea Kottelat, 1995
  - Parachela hypophthalmus (Bleeker, 1860)
  - Parachela ingerkongi (Bănărescu, 1969)
  - Parachela maculicauda (Smith, 1934)
  - Parachela oxygastroides (Bleeker, 1852)
  - Parachela siamensis (Günther, 1868)
  - Parachela williaminae Fowler, 1934
- Gattung Paralaubuca Bleeker 1864
  - Paralaubuca barroni (Fowler, 1934)
  - Paralaubuca harmandi Sauvage, 1883
  - Paralaubuca riveroi (Fowler, 1935)
  - Paralaubuca stigmabrachium (Fowler, 1934)
  - Paralaubuca typus Bleeker, 1864
- Gattung Parazacco Chen, 1982
  - Parazacco fasciatus (Koller, 1927)
  - Parazacco spilurus (Günther, 1868)
- Gattung Plagiognathops Berg, 1907
  - Plagiognathops microlepis (Bleeker, 1871)
- Gattung Pogobrama
  - Pogobrama barbatula (Luo & Huang, 1985)
- Gattung Pseudobrama Bleeker, 1870
  - Pseudobrama simoni (Bleeker, 1864)
- Gattung Pseudohemiculter Nichols & Pope, 1927
  - Pseudohemiculter dispar (Peters, 1881)
  - Pseudohemiculter hainanensis (Boulenger, 1900)
  - Pseudohemiculter kweichowensis (Tang, 1942)
  - Pseudohemiculter pacboensis Nguyễn, 2001
- Gattung Pseudolaubuca Bleeker, 1864
  - Pseudolaubuca engraulis (Nichols, 1925)
  - Pseudolaubuca hotaya Mai, 1978
  - Pseudolaubuca jouyi (Jordan & Starks, 1905)
  - Pseudolaubuca sinensis Bleeker, 1864
- Gattung Rasborichthys
  - Rasborichthys helfrichii (Bleeker, 1857)
- Gattung Sinibrama Wu, 1939
  - Sinibrama affinis (Vaillant, 1892)
  - Sinibrama longianalis Xie, Xie & Zhang, 2003
  - Sinibrama macrops (Günther, 1868)
  - Sinibrama melrosei (Nichols & Pope, 1927)
  - Sinibrama taeniatus (Nichols, 1941)
  - Sinibrama wui (Rendahl, 1932)
- Gattung Squaliobarbus Günther, 1868
  - Squaliobarbus curriculus (Richardson, 1846)
- Gattung Toxabramis Günther, 1873Toxabramis argentifer

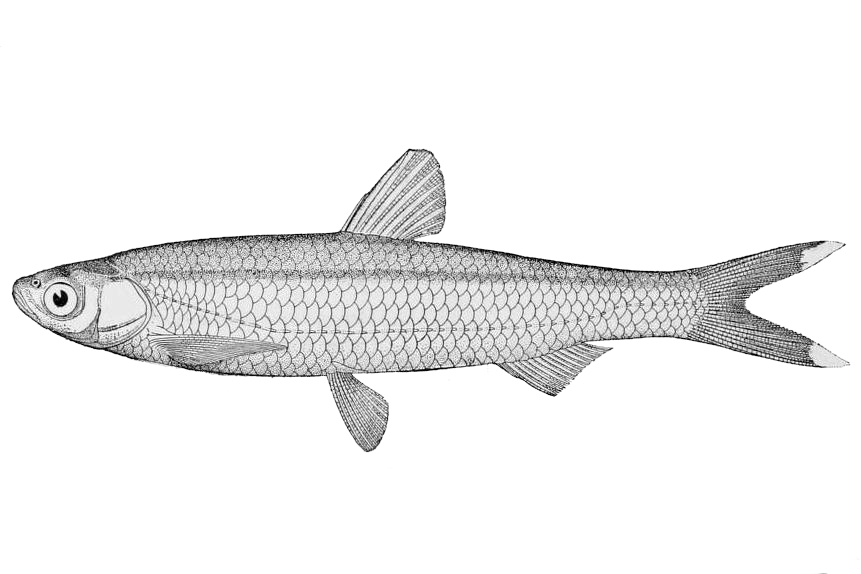
Toxabramis argentifer

  - Toxabramis argentifer Abbott, 1901
  - Toxabramis hoffmanni Lin, 1934
  - Toxabramis hotayensis Nguyễn, 2001
  - Toxabramis houdemeri Pellegrin, 1932
  - Toxabramis maensis Nguyễn & Dương, 2006
  - Toxabramis nhatleensis Nguyễn, Trần & Tạ, 2006
  - Toxabramis swinhonis Günther, 1873
- Gattung Xenocyprioides Chen, 1982
  - Xenocyprioides carinatus Chen & Huang, 1985
  - Xenocyprioides parvulus Chen, 1982
- Gattung Xenocypris Günther, 1868Zacco platypus
  - Xenocypris davidi Bleeker, 1871
  - Xenocypris fangi Tchang, 1930

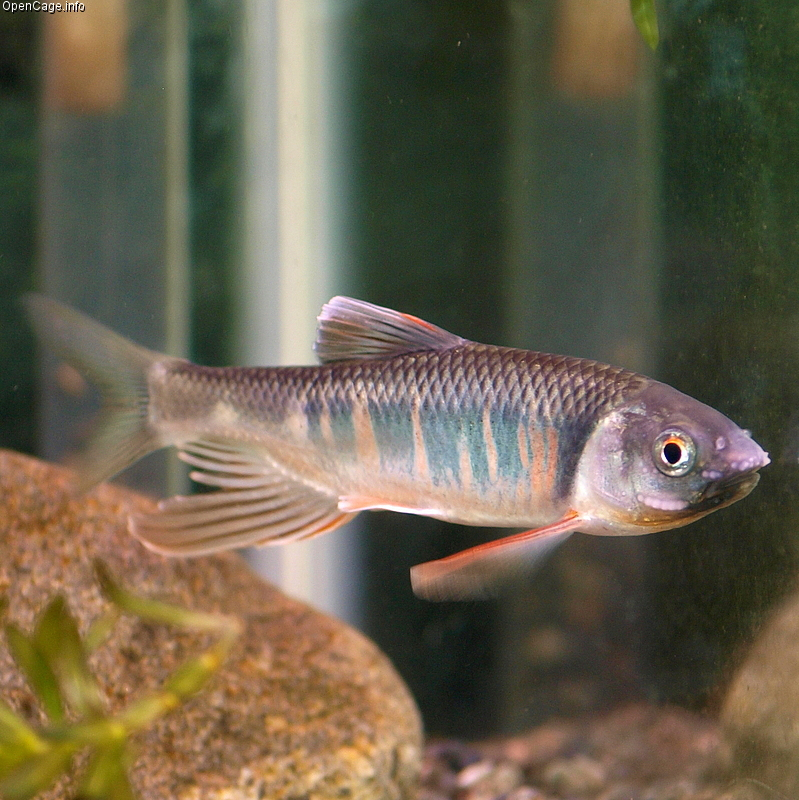
Zacco platypus

  - Xenocypris hupeinensis (Yih, 1964)
  - Xenocypris macrolepis Bleeker, 1871
  - Xenocypris medius (Ōshima, 1920)
  - Xenocypris yunnanensis Nichols, 1925
- Gattung Zacco Jordan & Evermann, 1902
  - Zacco chengtui Kimura, 1934
  - Zacco platypus (Temminck & Schlegel, 1846)
  - Zacco taliensis (Regan, 1907)